# Melanchroia pylotis
Melanchroia pylotis là một loài bướm đêm trong họ Geometridae.